# Nati il 9 agosto
| Questa pagina contiene informazioni ricavate automaticamente dalle voci biografiche con l'ausilio del template Bio e di un bot. L'aggiornamento è periodico e automatico e ricostruisce completamente la pagina. Se manca una persona in questa lista, sei pregato di non aggiungerla, ma accertati piuttosto che la sua voce biografica contenga il template Bio e che i dati anagrafici siano correttamente compilati. Se il template Bio manca, inseriscilo tu stesso o, in alternativa, metti l'avviso {{tmp\|Bio}} che ne segnala la mancanza. Se i dati riportati sono sbagliati, correggi direttamente la voce biografica; le modifiche saranno visibili in questa lista entro pochi giorni. Per chiarimenti vedi il progetto biografie. La lista contiene solo le 1.053 persone che sono citate nell'enciclopedia e per le quali è stato implementato correttamente il template Bio. Pagina aggiornata al 13 ago 2025. |

## XV secolo(2)
- 1441 - Danjong di Joseon, re coreano († 1457)
- 1456 - Giovanni Benci, politico e mecenate italiano († 1523)

## XVI secolo(7)
- 1537 - Francesco Barozzi, matematico italiano († 1604)
- 1538 - Lorenzo Priuli, politico, cardinale e patriarca cattolico italiano († 1600)
- 1544 - Boghislao XIII di Pomerania, duca († 1606)
- 1557 - Giuseppe Calasanzio, presbitero e santo spagnolo († 1648)
- 1565 - Luigi II di Nassau-Weilburg, nobile tedesco († 1627)
- 1583 - Lorenzo Ramírez de Prado, umanista, politico e scrittore spagnolo († 1658)
- 1593 - Izaak Walton, scrittore britannico († 1683)

## XVII secolo(17)
- 1602 - Gilles Personne de Roberval, matematico e fisico francese († 1675)
- 1603 - Johannes Cocceius, teologo e ebraista tedesco († 1669)
- 1606 - Theodoor van Thulden, pittore, disegnatore e incisore olandese († 1669)
- 1611 - Enrico di Nassau-Siegen, nobile tedesco († 1652)
- 1648 - Johann Michael Bach, musicista tedesco († 1694)
- 1653 - John Oldham, poeta inglese († 1683)
- 1657 - Pierre-Étienne Monnot, scultore francese († 1733)
- 1657 - Giulio Resta, vescovo cattolico italiano († 1743)
- 1663 - Ferdinando de' Medici, principe italiano († 1713)
- 1669 - Evdokija Fëdorovna Lopuchina, russa († 1731)
- 1670 - Giuseppe Casaregi, giurista e magistrato italiano († 1737)
- 1674 - František Kaňka, architetto ceco († 1766)
- 1677 - Jacob Campo Weyerman, pittore e scrittore olandese († 1747)
- 1680 - Johann Philipp Breyne, botanico, paleontologo e zoologo tedesco († 1764)
- 1690 - Lorenzo Gaetano Zavateri, compositore e violinista italiano († 1765)
- 1693 - Sofia Guglielmina di Sassonia-Coburgo-Saalfeld, principessa († 1727)
- 1696 - Giuseppe Venceslao del Liechtenstein, principe austriaco († 1772)

## XVIII secolo(31)
- 1704 - Lorenzo Bernardino Pinto, architetto italiano († 1788)
- 1722 - Augusto Guglielmo di Prussia, generale prussiano († 1758)
- 1722 - Jacques-Louis de Pourtalès, banchiere svizzero († 1814)
- 1725 - Nicola Sánchez de Luna, arcivescovo cattolico italiano († 1768)
- 1726 - Francesco Cetti, gesuita, zoologo e matematico italiano († 1778)
- 1729 - Giovanni Battista Tempesti, pittore italiano († 1804)
- 1736 - Luigi Giuseppe di Borbone-Condé, generale e nobile francese († 1818)
- 1736 - James Clinton, generale statunitense († 1812)
- 1739 - Lorenzo Pignotti, poeta e storico italiano († 1812)
- 1739 - Leopold Lorenz von Strassoldo, militare italiano († 1809)
- 1744 - Gaetano Brunetti, compositore e violinista spagnolo († 1798)
- 1750 - Nicolas Fortin, artigiano francese († 1831)
- 1757 - Elizabeth Schuyler Hamilton, filantropa statunitense († 1854)
- 1757 - Thomas Telford, ingegnere scozzese († 1834)
- 1759 - Natal'ja Semënovna Borščova, nobildonna russa († 1843)
- 1760 - Gabriele Iudica, archeologo e mecenate italiano († 1835)
- 1762 - Mary Randolph, scrittrice statunitense († 1828)
- 1767 - Luigi Federico II di Schwarzburg-Rudolstadt, principe († 1807)
- 1776 - Amedeo Avogadro, fisico e chimico italiano († 1856)
- 1776 - Jacob Munch, pittore norvegese († 1839)
- 1777 - Charles-Joseph d'Ursel, politico e nobile belga († 1860)
- 1778 - Nicolò Palmieri, economista, storico e politico italiano († 1837)
- 1781 - John William Ward, politico britannico († 1833)
- 1783 - Aleksandra Pavlovna Romanova, nobile russa († 1801)
- 1789 - Nicolas Bochsa, compositore e arpista francese († 1856)
- 1789 - Alessio Narbone, gesuita e storico italiano († 1860)
- 1789 - Giusto Recanati, cardinale e vescovo cattolico italiano († 1861)
- 1791 - Antonio Fortunato Oroboni, patriota italiano († 1823)
- 1794 - Achille Valenciennes, zoologo francese († 1865)
- 1798 - Louis-Florentin Calmeil, medico e psichiatra francese († 1895)
- 1800 - Fanny Brawne, scrittrice inglese († 1865)

## XIX secolo(145)
- 1804 - Gaetano Barbati, presbitero italiano († 1882)
- 1805 - Joseph Locke, ingegnere inglese († 1860)
- 1806 - Pierre François Eugène Giraud, pittore francese († 1881)
- 1807 - Giovanni Bellezza, scultore e orafo italiano († 1876)
- 1807 - Nina Giustiniani, nobildonna e patriota italiana († 1841)
- 1808 - Jean-Jacques Pillot, rivoluzionario e scrittore francese († 1877)
- 1809 - Pietro Gagliardi, pittore e architetto italiano († 1890)
- 1809 - William Barret Travis, militare e avvocato statunitense († 1836)
- 1810 - Gioacchino Bimboni, compositore, trombonista e trombettista italiano († 1895)
- 1810 - Luigi Pianciani, patriota e politico italiano († 1890)
- 1812 - Victor von Bruns, chirurgo tedesco († 1883)
- 1817 - Luigi Alippi, politico e avvocato italiano
- 1819 - Jonathan Homer Lane, astrofisico statunitense († 1880)
- 1819 - Giulio Minervini, archeologo e numismatico italiano († 1891)
- 1819 - William Green Morton, odontoiatra statunitense († 1868)
- 1821 - Hyeronimus Lorm, scrittore tedesco († 1902)
- 1822 - Jacob Moleschott, fisiologo, filosofo e politico olandese († 1893)
- 1825 - Jean-François Borson, generale e politico francese († 1917)
- 1828 - Eduard Müller, scultore tedesco († 1895)
- 1829 - Edmond Albius, botanico francese († 1880)
- 1829 - Adelaide Borghi-Mamo, mezzosoprano italiano († 1901)
- 1829 - Émile Decombes, pianista e docente francese († 1912)
- 1830 - Frederick Ellis, VII barone Howard de Walden, nobile inglese († 1899)
- 1831 - Vasilij Stepanovič Kuročkin, poeta, giornalista e traduttore russo († 1875)
- 1831 - James Paris Lee, inventore scozzese († 1904)
- 1832 - Amos Cassioli, pittore italiano († 1891)
- 1832 - Casimiro Favale, politico italiano († 1896)
- 1834 - Nicola Botta, politico, avvocato e patriota italiano († 1886)
- 1834 - Manuel Pardo, politico peruviano († 1878)
- 1837 - Wilhelm Amandus Beer, pittore tedesco († 1907)
- 1839 - Carlo Teodoro in Baviera, nobile tedesco († 1909)
- 1839 - Gaston Paris, filologo e medievista francese († 1903)
- 1842 - Liberato Turchi, fantino italiano
- 1844 - Hugo Blümner, archeologo e filologo classico tedesco († 1919)
- 1845 - André Bessette, religioso canadese († 1937)
- 1845 - Ugo Pisa, politico e diplomatico italiano († 1910)
- 1846 - Ludwig Darmstaedter, chimico e storico tedesco († 1927)
- 1846 - Georgina Moncreiffe, nobildonna scozzese († 1929)
- 1846 - Ludwig Winter, botanico e architetto del paesaggio tedesco († 1912)
- 1847 - Maria Vittoria dal Pozzo della Cisterna, regina († 1876)
- 1850 - Enrico Berlinguer, avvocato e politico italiano († 1915)
- 1852 - Richard Richardson, tennista britannico († 1930)
- 1855 - Michel Léonard Béguine, scultore francese († 1929)
- 1855 - Vincenzo Giuseppe De Prisco, politico e archeologo italiano († 1921)
- 1855 - Jean Lorrain, poeta e scrittore francese († 1906)
- 1859 - Guido Colombo, archivista italiano († 1920)
- 1861 - Wilhelm Berger, compositore, pianista e direttore d'orchestra tedesco († 1911)
- 1861 - Luigi Boccardo, presbitero italiano († 1936)
- 1861 - John William Godward, pittore inglese († 1922)
- 1861 - Dorothea Klumpke, astronoma statunitense († 1942)
- 1862 - Fortunato de Santa, vescovo cattolico italiano († 1938)
- 1863 - Álvaro Figueroa y Torres, politico e imprenditore spagnolo († 1950)
- 1863 - Henri Smulders, velista olandese († 1933)
- 1864 - Crescenzo Buongiorno, compositore italiano († 1903)
- 1864 - Roman Dmowski, politico polacco († 1939)
- 1864 - Luigi Paolillo, pittore italiano († 1934)
- 1865 - Thomas Morland, generale britannico († 1925)
- 1867 - Evelina Haverfield, attivista britannica († 1920)
- 1867 - Vavro Šrobár, politico slovacco († 1950)
- 1869 - Manuel Medina Olmos, vescovo cattolico spagnolo († 1936)
- 1869 - Aleksandr Nikolaevič Vinokurov, politico e giurista sovietico († 1944)
- 1871 - Leonid Nikolaevič Andreev, scrittore e drammaturgo russo († 1919)
- 1872 - Giuseppe Augusto d'Asburgo-Lorena, politico e generale ungherese († 1962)
- 1872 - Fredericka Douglass Sprague Perry, attivista e filantropa statunitense († 1943)
- 1872 - Angelo Rotta, arcivescovo cattolico italiano († 1965)
- 1874 - Reynaldo Hahn, compositore, pianista e direttore d'orchestra venezuelano († 1947)
- 1874 - Albin Lermusiaux, mezzofondista, maratoneta e tiratore a segno francese († 1940)
- 1875 - Bernardo Bertoglio, vescovo cattolico italiano († 1953)
- 1875 - Albert Ketèlbey, compositore e pianista inglese († 1959)
- 1875 - Ugo Lenzi, avvocato e politico italiano († 1953)
- 1875 - Primo Riccitelli, compositore italiano († 1941)
- 1876 - Victor Bulwer-Lytton, politico britannico († 1947)
- 1877 - Giovanni Colazza, filosofo e esoterista italiano († 1953)
- 1877 - Winifred McNair, tennista britannica († 1954)
- 1877 - Annie Turnbo Malone, imprenditrice, inventrice e filantropa statunitense († 1957)
- 1878 - Armando Carlini, filosofo italiano († 1959)
- 1878 - Eileen Gray, architetta irlandese († 1976)
- 1878 - Paul Renner, tipografo tedesco († 1956)
- 1879 - Fred Hendschel, nuotatore statunitense († 1916)
- 1880 - Mario Falangola, ammiraglio italiano († 1967)
- 1880 - Emil Manz, scultore tedesco († 1945)
- 1880 - Ramón Pérez de Ayala, scrittore e giornalista spagnolo († 1962)
- 1881 - Adele Bloch-Bauer, socialite austriaca († 1925)
- 1881 - Franz Exner, criminologo tedesco († 1947)
- 1881 - Antonio Gastone d'Orléans-Braganza, militare e aviatore brasiliano († 1918)
- 1882 - Manfredi Polverosi, tenore italiano († 1965)
- 1883 - Libero Altomare, poeta italiano († 1966)
- 1883 - George Hoyt, arbitro di pallacanestro statunitense († 1962)
- 1884 - Ali Nawaz Khan Talpur, principe indiano († 1935)
- 1885 - Manuel Castro González, allenatore di calcio spagnolo († 1944)
- 1885 - Pietro Frosini, fisarmonicista e compositore italiano († 1951)
- 1885 - Hans Lachmann-Mosse, editore tedesco († 1944)
- 1885 - Eustachio Paolo Lamanna, filosofo e storico della filosofia italiano († 1967)
- 1886 - Emanuele Balbo Bertone di Sambuy, generale italiano († 1945)
- 1886 - Jean Dubly, calciatore francese († 1953)
- 1886 - Jules Dubly, calciatore francese († 1953)
- 1886 - Fred Holmes, tiratore di fune britannico († 1944)
- 1886 - Jops Reeman, calciatore olandese († 1959)
- 1886 - Victor Sergent, calciatore francese († 1923)
- 1887 - Robert Odic, aviatore e generale francese († 1958)
- 1887 - Hans Oster, generale tedesco († 1945)
- 1887 - Henri Vidon, attore britannico († 1970)
- 1888 - Fred C. Newmeyer, attore e regista statunitense († 1967)
- 1888 - Julija Aleksandrovna Smol'skaja, nobildonna russa († 1963)
- 1889 - May Clark, attrice inglese († 1984)
- 1889 - Nicolas Eekman, pittore olandese († 1973)
- 1889 - Amos Luchetti Gentiloni, architetto italiano († 1969)
- 1889 - Hans Walter, canottiere svizzero († 1967)
- 1890 - Ingvald Smith-Kielland, militare, diplomatico e dirigente sportivo norvegese († 1984)
- 1891 - Luigi Bilucaglia, politico e dirigente sportivo italiano († 1971)
- 1891 - Joseph-Marie-Eugène Martin, cardinale e arcivescovo cattolico francese († 1976)
- 1891 - Antal Vágó, calciatore ungherese († 1944)
- 1892 - Ahmed Rami, poeta, paroliere e traduttore egiziano († 1981)
- 1892 - Ranganathan, bibliotecario e matematico indiano († 1972)
- 1893 - Phyllis Bedells, ballerina britannica († 1985)
- 1893 - Frans Blom, archeologo e esploratore danese († 1963)
- 1893 - Carl Miller, attore statunitense († 1979)
- 1893 - Nils Sandström, velocista svedese († 1973)
- 1894 - Kathleen Lockhart, attrice britannica († 1978)
- 1894 - Giovanni Carlo Odino, militare e partigiano italiano († 1944)
- 1895 - Hellmuth Heye, ammiraglio tedesco († 1970)
- 1895 - Ralph Graf von Oriola, generale tedesco († 1970)
- 1895 - Nat Pendleton, lottatore e attore statunitense († 1967)
- 1895 - Franz Schafheitlin, attore tedesco († 1980)
- 1895 - Yuriy Voronoy, chirurgo ucraino († 1961)
- 1896 - Tonino Agodi, imprenditore, giornalista e politico italiano († 1960)
- 1896 - Billy Cowan, calciatore scozzese († 1965)
- 1896 - Erich Hückel, chimico e fisico tedesco († 1980)
- 1896 - Léonide Massine, coreografo, ballerino e attore russo († 1979)
- 1896 - Jean Piaget, psicologo, biologo e pedagogista svizzero († 1980)
- 1896 - Larry Snyder, allenatore di atletica leggera, ostacolista e militare statunitense († 1982)
- 1897 - Nikolaj Ivanovič Lebedev, regista cinematografico sovietico († 1989)
- 1897 - Noël-Noël, attore francese († 1989)
- 1897 - Ibrahim IV di Kelantan, sovrano malese († 1960)
- 1898 - Giuseppe Avenanti, militare e funzionario italiano († 1943)
- 1898 - Secondo Bologna, vescovo cattolico italiano († 1943)
- 1898 - Václav Hallinger, calciatore cecoslovacco († 1936)
- 1898 - Amy Nimr, pittrice egiziana († 1974)
- 1899 - Gioacchino Angelo, compositore e direttore d'orchestra italiano († 1971)
- 1899 - Paul Kelly, attore statunitense († 1956)
- 1899 - Éliane de Meuse, pittrice belga († 1993)
- 1899 - Armand Salacrou, drammaturgo francese († 1989)
- 1899 - P. L. Travers, scrittrice australiana († 1996)
- 1899 - Ludolf Jakob von Alvensleben, militare tedesco († 1953)
- 1900 - Enrico Persico, fisico italiano († 1969)

## XX secolo(829)
- 1901 - Gaby Casadesus, pianista francese († 1999)
- 1902 - Solomon Cutner, pianista inglese († 1988)
- 1902 - Boris Vladimorovič Derjagin, chimico e fisico russo († 1994)
- 1902 - Zino Francescatti, violinista francese († 1991)
- 1902 - Max Glauber, imprenditore italiano († 1966)
- 1902 - Pantelejmon Ponomarenko, politico e militare sovietico († 1984)
- 1902 - Salvatore Satta, giurista e scrittore italiano († 1975)
- 1903 - Salve D'Esposito, compositore e direttore d'orchestra italiano († 1982)
- 1903 - Tom Tyler, attore statunitense († 1954)
- 1903 - Francesco de Martini, generale italiano († 1981)
- 1904 - Ugo Calà, scacchista italiano († 1983)
- 1904 - Costantino Costantini, ingegnere e architetto italiano († 1982)
- 1905 - Joseph Barbara, mafioso italiano († 1959)
- 1905 - Pietro Bucalossi, oncologo e politico italiano († 1992)
- 1905 - Leo Genn, attore britannico († 1978)
- 1905 - Pierre Klossowski, scrittore, traduttore e pittore francese († 2001)
- 1905 - Mary Meilak, poetessa maltese († 1975)
- 1905 - Luigi Oscar Moroni, calciatore italiano († 1976)
- 1905 - Lorenzo Poggi, ingegnere e fisico italiano († 1978)
- 1905 - Nello Ugolini, dirigente sportivo italiano († 2000)
- 1906 - Robert Frucht, matematico tedesco († 1997)
- 1906 - Franz Jacob, politico tedesco († 1944)
- 1906 - Johnny Posewitz, cestista statunitense († 1994)
- 1906 - Robert Surtees, fotografo e direttore della fotografia statunitense († 1985)
- 1907 - Marion Burns, attrice statunitense († 1993)
- 1907 - Enrico Guastone Belcredi, diplomatico italiano († 2002)
- 1908 - Tommaso Landolfi, scrittore, poeta e traduttore italiano († 1979)
- 1908 - Luis Pardiés, calciatore argentino
- 1909 - Alfredo De Luca, militare e aviatore italiano († 1936)
- 1909 - Ivan Fuqua, velocista statunitense († 1994)
- 1909 - Rolf Gérard, scenografo, costumista e pittore tedesco († 2011)
- 1909 - Adam von Trott zu Solz, avvocato e diplomatico tedesco († 1944)
- 1910 - Ruggero Balli, ciclista su strada italiano († 1981)
- 1910 - Robert van Gulik, scrittore, diplomatico e orientalista olandese († 1967)
- 1911 - Sándor Bíró, calciatore ungherese († 1988)
- 1911 - William Alfred Fowler, astrofisico statunitense († 1995)
- 1912 - Anne Brown, soprano statunitense († 2009)
- 1912 - Aldo Marazza, pilota automobilistico italiano († 1938)
- 1912 - Nicolò Nicolosi, calciatore e allenatore di calcio italiano († 1986)
- 1912 - Alex Stevenson, calciatore irlandese († 1985)
- 1913 - Herman Talmadge, politico statunitense († 2002)
- 1913 - Eugenius Marius Uhlenbeck, linguista olandese († 2003)
- 1914 - Gordon Cullen, urbanista britannico († 1994)
- 1914 - Ferenc Fricsay, direttore d'orchestra ungherese († 1963)
- 1914 - Irina Posnova, editrice, teologa e traduttrice russa († 1997)
- 1914 - Tove Jansson, scrittrice e pittrice finlandese († 2001)
- 1914 - Ivan Jazbinšek, calciatore jugoslavo († 1996)
- 1914 - Joe Mercer, calciatore e allenatore di calcio inglese († 1990)
- 1914 - Bassano Vaccarini, scultore, pittore e scenografo italiano († 2002)
- 1914 - Ali de Vries, velocista olandese († 2007)
- 1914 - Alastair Windsor, II duca di Connaught e Strathearn, nobile inglese († 1943)
- 1915 - Michael Young, sociologo, attivista e politico britannico († 2002)
- 1915 - Ottorino Zanon, presbitero italiano († 1972)
- 1916 - Manea Mănescu, politico rumeno († 2009)
- 1916 - Bill Sattler, cestista statunitense († 1971)
- 1917 - Mario Ferretti, giornalista italiano († 1977)
- 1917 - Pierre Georget, pistard francese († 1964)
- 1918 - Robert Aldrich, regista, sceneggiatore e produttore cinematografico statunitense († 1983)
- 1918 - Raymond K. Beahan, militare statunitense († 1989)
- 1918 - Giles Cooper, drammaturgo britannico († 1966)
- 1918 - Alicia Penalba, scultrice argentina († 1982)
- 1919 - Robert Bennett, martellista statunitense († 1974)
- 1919 - Edmund Hockridge, baritono e attore teatrale canadese († 2009)
- 1919 - Margherita Horowitz, attrice austriaca († 1990)
- 1919 - Emilio Vedova, pittore, incisore e partigiano italiano († 2006)
- 1919 - Leona Woods, fisica statunitense († 1986)
- 1919 - Joop den Uyl, politico olandese († 1987)
- 1920 - Enzo Biagi, giornalista, scrittore e conduttore televisivo italiano († 2007)
- 1920 - Waldemar Esteves da Cunha, showman brasiliano († 2013)
- 1920 - Milton George Henschel, predicatore statunitense († 2003)
- 1920 - Allen Hoskins, attore statunitense († 1980)
- 1920 - Albert Jones, astronomo neozelandese († 2013)
- 1920 - Irmgard Praetz, lunghista tedesca († 2008)
- 1921 - Lola Bobescu, violinista belga († 2003)
- 1921 - Renzo Cavallina, calciatore e allenatore di calcio italiano († 2002)
- 1921 - J. James Exon, politico statunitense († 2005)
- 1921 - Liliana Gerace, attrice italiana († 2010)
- 1921 - Veraldo Vespignani, politico italiano († 1996)
- 1922 - Mildred Robbins Leet, imprenditrice e filantropa statunitense († 2011)
- 1922 - Tarō Kagawa, calciatore giapponese († 1990)
- 1922 - Alfred George Knudson, medico e genetista statunitense († 2016)
- 1922 - Philip Larkin, scrittore, poeta e critico musicale britannico († 1985)
- 1922 - Sandro Paternostro, giornalista e conduttore televisivo italiano († 2000)
- 1922 - Angelo Pirovano, calciatore italiano
- 1922 - Giuseppe Polo, calciatore italiano
- 1922 - Jack Toomay, cestista e militare statunitense († 2008)
- 1923 - Giorgio Degola, politico italiano († 2018)
- 1923 - Salvatore Dell'Utri, politico italiano († 2011)
- 1923 - Luigi Paterlini, velocista e ostacolista italiano († 1974)
- 1923 - John Stephenson, attore e doppiatore statunitense († 2015)
- 1924 - Alfredo D'Agostino, politico italiano († 2013)
- 1925 - Maria Sole Agnelli, dirigente sportiva e politica italiana
- 1925 - Guido Cappelloni, politico italiano († 2012)
- 1925 - Mario Giannini, sindacalista e politico italiano († 2000)
- 1925 - David A. Huffman, informatico statunitense († 1999)
- 1925 - Olavi Rokka, pentatleta finlandese († 2011)
- 1925 - Wesley C. Salmon, filosofo statunitense († 2001)
- 1925 - Gene Stump, cestista statunitense († 2014)
- 1925 - Len Sutton, pilota automobilistico statunitense († 2006)
- 1926 - Frank M. Robinson, scrittore statunitense († 2014)
- 1927 - Alois De Hertog, ciclista su strada belga († 1993)
- 1927 - Daniel Keyes, autore di fantascienza statunitense († 2014)
- 1927 - Marvin Minsky, matematico, informatico e inventore statunitense († 2016)
- 1927 - Robert Shaw, attore e scrittore britannico († 1978)
- 1927 - Kalevi Tuominen, cestista e allenatore di pallacanestro finlandese († 2020)
- 1928 - Giovanni Bellinzona, politico italiano († 2005)
- 1928 - Milan Bjegojević, cestista e allenatore di pallacanestro jugoslavo († 2003)
- 1928 - Bob Cousy, ex cestista e allenatore di pallacanestro statunitense
- 1928 - John Francis Donoghue, arcivescovo cattolico statunitense († 2011)
- 1928 - Harold Johnson, pugile statunitense († 2015)
- 1928 - Camilla Wicks, violinista statunitense († 2020)
- 1929 - Francesco Onorato Alici, politico italiano († 1997)
- 1929 - Luciana Castellina, politica, giornalista e scrittrice italiana
- 1929 - Corrado Costa, poeta italiano († 1991)
- 1929 - Charles J. Fillmore, linguista statunitense († 2014)
- 1929 - Romualdo Moro, calciatore uruguaiano († 2001)
- 1929 - Foscarina Rozzo, cestista italiana († 2017)
- 1929 - Albert Tocco, mafioso statunitense († 2005)
- 1929 - Abdi İpekçi, giornalista e attivista turco († 1979)
- 1930 - Süreyya Duru, regista e produttore cinematografico turco († 1988)
- 1930 - Pierangelo Garegnani, economista italiano († 2011)
- 1930 - Fernando Jara, calciatore cileno († 2023)
- 1930 - Ralph Lombardo, mafioso statunitense († 2022)
- 1930 - Steno Marcegaglia, imprenditore e sindacalista italiano († 2013)
- 1931 - Jerzy Jokiel, ginnasta polacco († 2020)
- 1931 - Jorge Carlos Dortas Olivieri, cestista brasiliano († 1966)
- 1931 - Dick Knostman, cestista statunitense († 2022)
- 1931 - Paul Schmidt, ex mezzofondista tedesco
- 1931 - Nigel Sims, calciatore inglese († 2018)
- 1931 - Mário Zagallo, calciatore e allenatore di calcio brasiliano († 2024)
- 1932 - Luciano Delfino, calciatore e allenatore di calcio italiano († 2015)
- 1932 - Bill Forester, giocatore di football americano statunitense († 2007)
- 1932 - Michele Gazzarri, fumettista italiano († 2019)
- 1932 - Anand Panyarachun, politico, dirigente d'azienda e ambasciatore thailandese
- 1932 - Turhan Tezol, cestista turco († 2014)
- 1932 - Marcello Zago, arcivescovo cattolico e religioso italiano († 2001)
- 1933 - Alfonso Comin, ingegnere spagnolo († 1980)
- 1933 - Yoshinobu Oyakawa, ex nuotatore statunitense
- 1933 - Albert Quixall, calciatore inglese († 2020)
- 1934 - Yves Coppens, paleontologo francese († 2022)
- 1934 - Bill Gilmour, ex tennista e giudice di tennis australiano
- 1934 - Merle Kilgore, cantante e manager statunitense († 2005)
- 1934 - Isaura Marly Gama Álvarez, ex cestista, ex pallavolista e ex altista brasiliana
- 1935 - Željko Matuš, ex calciatore jugoslavo
- 1935 - Nello Morsellino, giornalista, scrittore e fotografo italiano († 2007)
- 1935 - Klaus Stürmer, calciatore tedesco († 1971)
- 1935 - William Vance, fumettista belga († 2018)
- 1936 - Sergej Kotrikadze, calciatore sovietico († 2011)
- 1936 - Patrick Tse, attore, regista e sceneggiatore cinese
- 1936 - Wang Tiecheng, attore e politico cinese († 2024)
- 1937 - Carlo Antognini, critico letterario, critico d'arte e editore italiano († 1977)
- 1937 - Giovanni Bacciardi, politico italiano
- 1937 - Virginia Grant, nuotatrice canadese († 2017)
- 1937 - Renato Longo, ciclocrossista e ciclista su strada italiano († 2023)
- 1937 - Valentin Alekseevič Morozov, regista sovietico
- 1937 - Remo Musumeci, giornalista e scrittore italiano († 2015)
- 1937 - Hans Nowak, calciatore tedesco († 2012)
- 1937 - Fulvio Palopoli, politico italiano († 2008)
- 1937 - Nelson Villagra, attore cileno
- 1938 - Italo Alaimo, calciatore italiano († 1967)
- 1938 - Ezola Foster, scrittrice e politica statunitense († 2018)
- 1938 - Burton Gilliam, attore statunitense
- 1938 - Michèle Girardon, attrice francese († 1975)
- 1938 - Leonid Kučma, politico ucraino
- 1938 - Rod Laver, ex tennista australiano
- 1938 - Otto Rehhagel, ex calciatore e allenatore di calcio tedesco
- 1938 - Luigi Serenthà, presbitero e teologo italiano († 1986)
- 1938 - Michele Toma, ex lottatore italiano
- 1938 - Dick Anthony Williams, attore statunitense († 2012)
- 1938 - Robert Zollitsch, arcivescovo cattolico tedesco
- 1939 - Jean Baggioni, politico francese
- 1939 - Hércules Brito Ruas, ex calciatore brasiliano
- 1939 - Odd Børre, cantante norvegese († 2023)
- 1939 - Giuseppe Firrarello, politico e giornalista italiano
- 1939 - József Garami, dirigente sportivo, allenatore di calcio e calciatore ungherese († 2025)
- 1939 - Max Neuhaus, musicista e percussionista statunitense († 2009)
- 1939 - Bulle Ogier, attrice francese
- 1939 - Romano Prodi, politico, economista e dirigente d'azienda italiano
- 1940 - Marco Albini, architetto e designer italiano
- 1940 - Mercedes Alonso, attrice spagnola
- 1940 - Mietta Baracchi Bavagnoli, politica italiana
- 1940 - Erdal Poyrazoğlu, ex cestista turco
- 1940 - Mario Prosperi, drammaturgo, regista e attore italiano († 2014)
- 1941 - Alfred Aho, informatico canadese
- 1941 - Way Bandy, truccatore statunitense († 1986)
- 1941 - Giancarlo Ferretti, dirigente sportivo e ex ciclista su strada italiano
- 1941 - Wim Franke, cestista e allenatore di pallacanestro olandese († 2013)
- 1941 - Peter Hartz, imprenditore tedesco
- 1941 - Renji Ishibashi, attore giapponese
- 1941 - Volker Prechtel, attore tedesco († 1997)
- 1942 - Giovanni Amabile, politico italiano
- 1942 - Jack DeJohnette, batterista statunitense
- 1942 - Jane Fortune, storica dell'arte, giornalista e filantropa statunitense († 2018)
- 1942 - Bud Koper, ex cestista statunitense
- 1942 - Miguel Littín, regista, sceneggiatore e scrittore cileno
- 1942 - Karol Sidon, rabbino, scrittore e drammaturgo ceco
- 1943 - Don Dee, cestista statunitense († 2014)
- 1943 - Danièle Gaubert, attrice francese († 1987)
- 1943 - Lubomir Kavalek, scacchista statunitense († 2021)
- 1943 - Ken Norton, pugile e attore statunitense († 2013)
- 1943 - Pierangelo Piegari, giornalista e politico italiano († 2015)
- 1943 - John Rambo, altista statunitense († 2022)
- 1943 - Lorenzo Sanz, imprenditore e dirigente sportivo spagnolo († 2020)
- 1943 - Aleksandr Vasil'evič Sëmin, calciatore sovietico († 2016)
- 1944 - George Armstrong, calciatore e allenatore di calcio inglese († 2000)
- 1944 - Antonio Boccia, politico e funzionario italiano
- 1944 - Patrick Depailler, pilota automobilistico francese († 1980)
- 1944 - Claudio Di Pucchio, allenatore di calcio e ex calciatore italiano
- 1944 - Bernd Dobermann, calciatore tedesco orientale († 2022)
- 1944 - Sam Elliott, attore statunitense
- 1944 - Andrzej Przybielski, trombettista polacco († 2011)
- 1944 - Italo Tanoni, politico italiano
- 1945 - Franco Benaglia, politico italiano
- 1945 - Trazana Beverley, attrice statunitense
- 1945 - Willie Davis, ex cestista statunitense
- 1945 - Paolo Garzelli, ex calciatore italiano
- 1945 - Aleksandr Gorelik, pattinatore artistico su ghiaccio sovietico († 2012)
- 1945 - Arve Mokkelbost, allenatore di calcio e dirigente sportivo norvegese
- 1945 - Zurab Sak'andelidze, cestista e allenatore di pallacanestro sovietico († 2004)
- 1945 - David Starbrook, ex judoka britannico
- 1945 - Arto Tolsa, calciatore finlandese († 1989)
- 1946 - Issa Hayatou, dirigente sportivo, cestista e velocista camerunese († 2024)
- 1946 - Juris Kronbergs, poeta, traduttore e musicista lettone († 2020)
- 1946 - Liljana Tomova, ex mezzofondista bulgara
- 1947 - Jurij Leonovič Al'šic, regista teatrale russo
- 1947 - Carlo Florimbi, allenatore di calcio italiano
- 1947 - Enzo Gusman, cantante maltese († 2021)
- 1947 - Roy Hodgson, ex calciatore e allenatore di calcio inglese
- 1947 - Barbara Mason, cantante statunitense
- 1947 - Amanda McBroom, cantautrice, attrice e doppiatrice statunitense
- 1947 - Jungo Morita, ex pallavolista giapponese
- 1947 - John Varley, scrittore e autore di fantascienza statunitense
- 1948 - Fiorenza Bassoli, politica italiana († 2020)
- 1948 - Claudia Blum, politica e psicologa colombiana
- 1948 - William M. Daley, politico, avvocato e banchiere statunitense
- 1948 - Antonie Iorgovan, politico e giurista romeno († 2007)
- 1948 - Kim Hwang-sik, politico sudcoreano
- 1948 - Vadim Nikonov, ex calciatore sovietico
- 1948 - Carlo Pernat, dirigente sportivo italiano
- 1948 - Luis Gomez Valdivieso, regista, scrittore e sceneggiatore spagnolo († 2014)
- 1949 - Markus Büchel, vescovo cattolico svizzero
- 1949 - Mariella Cavanna Scirea, politica italiana
- 1949 - Giorgio Ferigo, scrittore, storico e musicista italiano († 2007)
- 1949 - Don Givens, allenatore di calcio e ex calciatore irlandese
- 1949 - Jonathan Kellerman, psicologo e scrittore statunitense
- 1949 - Glen John Provost, vescovo cattolico statunitense
- 1949 - Slavko Ćuruvija, giornalista e editore serbo († 1999)
- 1950 - Anémone, attrice francese († 2019)
- 1950 - Mauro Corona, scrittore e alpinista italiano
- 1950 - Paolo Di Mizio, giornalista e scrittore italiano
- 1950 - Robin Megraw, ex calciatore inglese
- 1950 - Sanji Mmasenono Monageng, giudice botswana
- 1950 - Seyni Oumarou, politico nigerino
- 1950 - Massimo Ponzellini, banchiere, dirigente d'azienda e dirigente pubblico italiano
- 1950 - Kaur Singh, pugile indiano († 2023)
- 1951 - Vytenis Andriukaitis, cardiologo e politico lituano
- 1951 - Oscar Avogadro, paroliere, cantante e compositore italiano († 2010)
- 1951 - Bev Barnes, cestista canadese († 2016)
- 1951 - Philip Bradbourn, politico britannico († 2014)
- 1951 - Juri Camisasca, cantautore, pittore e attore italiano
- 1951 - Renzo Carella, politico italiano
- 1951 - Jorge Recalde, pilota di rally argentino († 2001)
- 1951 - Ugo Riva, scultore italiano
- 1951 - Michaele Schreyer, politica tedesca
- 1951 - Ryōsei Tayama, attore giapponese
- 1951 - Gigi Venegoni, musicista, chitarrista e compositore italiano
- 1952 - John Cappelletti, ex giocatore di football americano statunitense
- 1952 - Ewa Fröling, attrice e regista svedese
- 1952 - Rui Jordão, calciatore portoghese († 2019)
- 1952 - Sashi Menon, ex tennista indiano
- 1952 - Antonio Rossi, scrittore, traduttore e poeta svizzero
- 1952 - Beto Santana, giocatore di calcio a 5 brasiliano († 2004)
- 1953 - Candace Glendenning, attrice britannica
- 1953 - Alf Humphreys, attore canadese († 2018)
- 1953 - Clemente Mimun, giornalista e conduttore televisivo italiano
- 1953 - Eduardo Montefusco, imprenditore italiano
- 1953 - Ludo Peeters, ex ciclista su strada e pistard belga
- 1953 - Sandra Pierantozzi, politica palauana
- 1953 - Hristo Plačkov, sollevatore bulgaro († 2009)
- 1953 - Margreet van Putten, ex cestista olandese
- 1953 - Michael Russell, politico scozzese
- 1953 - Kay Arne Stenshjemmet, ex pattinatore di velocità su ghiaccio norvegese
- 1953 - Jean Tirole, economista francese
- 1954 - Loïc Amisse, allenatore di calcio e ex calciatore francese
- 1954 - Vladimir Bigorra, allenatore di calcio e ex calciatore cileno
- 1954 - Roberto Corsini, generale italiano
- 1954 - José De Queiroz, astronomo svizzero
- 1954 - François Euvé, fisico, teologo e scrittore francese
- 1954 - Alessandra Farkas, giornalista e scrittrice italiana
- 1954 - Ol'ga Knjazeva, schermitrice sovietica († 2015)
- 1954 - Pete Thomas, batterista britannico
- 1954 - Salvatore Varriale, politico italiano
- 1955 - Balbino García, ex calciatore spagnolo
- 1955 - Udo Beyer, ex pesista tedesco
- 1955 - Chris Dangerfield, allenatore di calcio e ex calciatore inglese
- 1955 - Mathieu Lindon, scrittore e giornalista francese
- 1955 - Steve Mann, chitarrista, tastierista e cantante inglese
- 1955 - Charlie Morgan, batterista e percussionista britannico
- 1955 - Maud Olofsson, politica svedese
- 1955 - Lana Spreeman, sciatrice alpina canadese († 2016)
- 1955 - John E. Sweeney, politico statunitense
- 1955 - Doug Williams, ex giocatore di football americano e allenatore di football americano statunitense
- 1955 - Giuseppe Zandonà, ex calciatore italiano
- 1955 - Ryszard Świerad, lottatore polacco († 2011)
- 1956 - Giovanni Arena, mafioso italiano
- 1956 - Fafá de Belém, cantautrice e attrice brasiliana
- 1956 - Mirco Garrone, montatore italiano
- 1956 - Gianfelice Imparato, attore, commediografo e regista italiano
- 1956 - Adam Nimoy, regista statunitense
- 1956 - Ashley Page, ex ballerino, direttore artistico e coreografo britannico
- 1956 - William Tackaert, ex ciclista su strada belga
- 1956 - Giuseppe Tognon, pedagogista italiano
- 1956 - Varo Venturi, regista, sceneggiatore e musicista italiano
- 1957 - Paul Frommelt, ex sciatore alpino liechtensteinese
- 1957 - Melanie Griffith, attrice statunitense
- 1957 - Giancarlo Ratti, attore italiano
- 1957 - Danilo Rea, pianista italiano
- 1957 - Gigi Restagno, musicista e disc jockey italiano († 1997)
- 1957 - Zdeněk Ščasný, allenatore di calcio e ex calciatore ceco
- 1958 - Gary Bailey, ex calciatore inglese
- 1958 - Amanda Bearse, attrice e regista televisiva statunitense
- 1958 - Jean-Claude Hollerich, cardinale e arcivescovo cattolico lussemburghese
- 1958 - Muazzez Ersoy, cantante turca
- 1958 - Nduka Odizor, tennista nigeriano
- 1958 - Alfonso Panzetta, storico dell'arte italiano
- 1958 - Dagmar Švubová, ex fondista cecoslovacca
- 1959 - Kurtis Blow, rapper e produttore discografico statunitense
- 1959 - Chan Ping On, ex calciatore e ex giocatore di calcio a 5 hongkonghese
- 1959 - Angelo Curti, produttore cinematografico italiano
- 1959 - Marija Hulehina, soprano ucraino
- 1959 - Robert Jacks, attore e compositore statunitense († 2001)
- 1959 - Michael Kors, stilista e imprenditore statunitense
- 1959 - Pete Kugler, ex giocatore di football americano statunitense
- 1959 - Maurizio Rossi, allenatore di calcio e ex calciatore italiano
- 1959 - Giovanna Rotellini, attrice italiana
- 1959 - Idrissa Seck, politico senegalese
- 1959 - Roberto Sturm, scrittore italiano
- 1959 - John van der Wiel, scacchista olandese
- 1959 - You Shumin, ex cestista cinese
- 1960 - Jean-Pierre Aguilar, imprenditore francese († 2009)
- 1960 - Gian Nicola Berti, politico e ex tiratore a volo sammarinese
- 1960 - Uwe Corsepius, economista e funzionario tedesco
- 1960 - Barbara De Rossi, attrice e conduttrice televisiva italiana
- 1960 - Darren Dixon, pilota motociclistico britannico
- 1960 - Éric Escoffier, alpinista francese († 1998)
- 1960 - Roger Marshall, politico statunitense
- 1960 - Ellen Posthumus, ex cestista olandese
- 1960 - Tomás Reñones, ex calciatore spagnolo
- 1960 - Hugo Alberto Torres Marín, arcivescovo cattolico colombiano
- 1960 - Yasushi Yoshida, allenatore di calcio e ex calciatore giapponese
- 1961 - John Kristian Angvik, ex calciatore norvegese
- 1961 - Andy Brickley, ex hockeista su ghiaccio statunitense
- 1961 - Brad Gilbert, allenatore di tennis e ex tennista statunitense
- 1961 - John Key, politico neozelandese
- 1961 - Angelo Mannironi, ex sollevatore italiano
- 1961 - Dane Suttle, ex cestista e allenatore di pallacanestro statunitense
- 1961 - Jesse Vassallo, ex nuotatore portoricano
- 1961 - Shemi Zarhin, regista, scrittore e sceneggiatore israeliano
- 1962 - Franco Albanesi, ex giocatore di calcio a 5 e allenatore di calcio a 5 italiano
- 1962 - Elisabetta Armiato, ballerina italiana
- 1962 - Giancarlo Bonomo, critico d'arte italiano
- 1962 - Oscar Crino, ex calciatore e ex giocatore di calcio a 5 australiano
- 1962 - Silvio Grappasonni, ex golfista italiano
- 1962 - Captain Hollywood, rapper, ballerino e coreografo statunitense
- 1962 - Annegret Kramp-Karrenbauer, politica tedesca
- 1962 - Louis Lipps, ex giocatore di football americano statunitense
- 1962 - Kevin Mack, ex giocatore di football americano statunitense
- 1962 - Gianvito Martino, neuroscienziato italiano
- 1962 - Maurizio Tremul, politico sloveno
- 1962 - Hot Rod Williams, cestista statunitense († 2015)
- 1963 - Roberto Bruno, calciatore italiano († 2003)
- 1963 - Fu Yubin, ex calciatore cinese
- 1963 - Alessandro Giannelli, ex ciclista su strada italiano
- 1963 - Whitney Houston, cantautrice, attrice e modella statunitense († 2012)
- 1963 - Barton Lynch, surfista australiano
- 1963 - Manuela Machado, ex maratoneta portoghese
- 1963 - Alain Menu, pilota automobilistico svizzero
- 1963 - Gabor Meszaros, fagottista e docente svizzero
- 1963 - Angelo Moratti, imprenditore e dirigente d'azienda italiano
- 1963 - Petra Pau, politica e insegnante tedesca
- 1964 - Felix Becker, ex schermidore tedesco
- 1964 - Jurij Chmylëv, ex hockeista su ghiaccio sovietico
- 1964 - Paolo Consorti, artista, sceneggiatore e regista italiano
- 1964 - Michael Heath, ex nuotatore statunitense
- 1964 - Brett Hull, ex hockeista su ghiaccio statunitense
- 1964 - Hoda Kotb, giornalista, attrice e scrittrice statunitense
- 1964 - Igoris Pankratjevas, allenatore di calcio e ex calciatore lituano
- 1964 - Gilles Sanders, ex ciclista su strada, ciclocrossista e mountain biker francese
- 1964 - Dumitru Stângaciu, ex calciatore rumeno
- 1964 - Maurizio Vandelli, ex ciclista su strada e ciclocrossista italiano
- 1965 - Chris Miller, giocatore di football americano statunitense
- 1965 - Sabine Petzl, attrice e conduttrice televisiva austriaca
- 1965 - John Smith, ex lottatore statunitense
- 1966 - Daphne Berends, ex cestista olandese
- 1966 - Andrea Capobianco, allenatore di pallacanestro italiano
- 1966 - Marat Chusnullin, politico russo
- 1966 - Roberto D'Alessandro, attore e regista italiano
- 1966 - Vinny Del Negro, ex cestista, allenatore di pallacanestro e dirigente sportivo statunitense
- 1966 - Linn Ullmann, giornalista e scrittrice norvegese
- 1966 - Edmund Zammit, ex calciatore maltese
- 1967 - Ralph Hasenhüttl, allenatore di calcio e ex calciatore austriaco
- 1967 - Ulrich Kirchhoff, cavaliere tedesco
- 1967 - Marie Svensson, tennistavolista svedese
- 1967 - Wilson Pérez, ex calciatore colombiano
- 1967 - Patrick Ridremont, attore e regista belga
- 1967 - Deion Sanders, ex giocatore di football americano, allenatore di football americano e ex giocatore di baseball statunitense
- 1967 - Fabián Tourn, cestista argentino († 2009)
- 1967 - Dana Vávrová, attrice e regista ceca († 2009)
- 1968 - Gillian Anderson, attrice statunitense
- 1968 - Eric Bana, attore australiano
- 1968 - Gianluigi Cavallo, cantautore, chitarrista e disc jockey italiano
- 1968 - Daniel Clavero, ex ciclista su strada spagnolo
- 1968 - Jan Hanson, pilota motociclistico svedese
- 1968 - McG, regista, produttore cinematografico e sceneggiatore statunitense
- 1968 - Melitus Mugabe Were, politico keniano († 2008)
- 1968 - Daniela Sabatini, ex nuotatrice italiana
- 1968 - Simone Sereni, ex calciatore italiano
- 1968 - Helga Stevens, politica belga
- 1968 - Surangel Whipps Jr., politico palauano
- 1969 - Sandy Altermatt, conduttrice televisiva, conduttrice radiofonica e giornalista svizzera
- 1969 - Massimo Cicconi, allenatore di calcio e ex calciatore italiano
- 1969 - Daniele Comoglio, sassofonista italiano
- 1969 - Sofiane Fekih, ex calciatore tunisino
- 1969 - Per Henricsson, ex tennista svedese
- 1970 - Albert Aguilà, ex calciatore spagnolo
- 1970 - Rod Brind'Amour, allenatore di hockey su ghiaccio e ex hockeista su ghiaccio canadese
- 1970 - Chris Cuomo, giornalista statunitense
- 1970 - Roar Hagen, ex calciatore norvegese
- 1970 - Patricio Hurtado, ex calciatore ecuadoriano
- 1970 - Lee Jones, ex calciatore gallese
- 1970 - Thomas Lennon, attore e sceneggiatore statunitense
- 1970 - Walter Osta, ex sciatore freestyle italiano
- 1970 - Mirjam Unger, regista, giornalista e fotografa austriaca
- 1970 - Stacy Valentine, ex attrice pornografica statunitense
- 1970 - Aleksej Voevodin, ex marciatore russo
- 1971 - Matteo Cremolini, compositore e chitarrista italiano
- 1971 - Rodrigo Goldberg, ex calciatore cileno
- 1971 - Amy Hood, imprenditrice statunitense
- 1971 - Nello Iorio, comico, cabarettista e attore italiano
- 1971 - Darko Krsteski, allenatore di calcio e ex calciatore macedone
- 1971 - Mack 10, rapper e attore statunitense
- 1971 - Mark Povinelli, attore statunitense
- 1971 - Davide Rebellin, ciclista su strada italiano († 2022)
- 1971 - Roman Romanenko, cosmonauta russo
- 1971 - Isabel Schnabel, economista tedesca
- 1971 - Nikki Ziering, modella e showgirl statunitense
- 1972 - Bang Si-hyuk, paroliere, compositore e produttore discografico sudcoreano
- 1972 - Aitor Huegun, ex calciatore spagnolo
- 1972 - A-mei, cantante e compositrice taiwanese
- 1972 - Miroslav Januš, ex tiratore a segno ceco
- 1972 - Juanes, cantante e chitarrista colombiano
- 1972 - Brian Loney, ex hockeista su ghiaccio canadese
- 1972 - Emilio Nappa, arcivescovo cattolico italiano
- 1972 - Paul Phillips, informatico, imprenditore e giocatore di poker statunitense
- 1972 - Ingo Seibert, ex atleta, ex giocatore di football americano e ex bobbista tedesco
- 1972 - Liz Vassey, attrice statunitense
- 1973 - Carlo Budel, scrittore italiano
- 1973 - Jean-François Go, ex calciatore francese
- 1973 - Bert Hiemstra, ex ciclista su strada olandese
- 1973 - Filippo Inzaghi, allenatore di calcio e ex calciatore italiano
- 1973 - Jimmy King, ex cestista statunitense
- 1973 - Kevin McKidd, attore scozzese
- 1973 - Art'owr Mkrtčyan, allenatore di calcio e ex calciatore armeno
- 1973 - Oleksandr Ponomar'ov, cantante e musicista ucraino
- 1973 - Håvard Solbakken, ex fondista norvegese
- 1973 - Moguai, produttore discografico e disc jockey tedesco
- 1973 - Maksatbek Toktomushev, personalità religiosa kirghiso
- 1973 - Hideki Tsukamoto, allenatore di calcio e ex calciatore giapponese
- 1974 - Mahesh Babu, attore indiano
- 1974 - Wouter Beke, politico belga
- 1974 - Aguinaldo Braga, ex calciatore brasiliano
- 1974 - César Espinoza, ex calciatore venezuelano
- 1974 - Derek Fisher, ex cestista e allenatore di pallacanestro statunitense
- 1974 - Maria Grazia Frijia, politica italiana
- 1974 - Stephen Fung, attore, cantante e regista cinese
- 1974 - Bala Garba, ex calciatore nigeriano
- 1974 - Tomáš Kukol, ex calciatore ceco
- 1974 - Miriam Lahnstein, attrice tedesca
- 1974 - Rufus Philpot, bassista britannico
- 1974 - Raphaël Poirée, biatleta e fondista francese
- 1974 - Marco Santucci, fumettista italiano
- 1974 - Alberto Zolezzi, politico italiano
- 1975 - Robert Brovdi, imprenditore e militare ucraino
- 1975 - Jerry Duplessis, produttore discografico e compositore haitiano
- 1975 - Anjali Jay, attrice, scrittrice e ballerina indiana
- 1975 - Robbie Middleby, dirigente sportivo e ex calciatore australiano
- 1975 - Elaine Powell, ex cestista e allenatrice di pallacanestro statunitense
- 1975 - Ron Sijm, ex calciatore e ex giocatore di calcio a 5 olandese
- 1975 - Claudio Uberti, regista e sceneggiatore italiano
- 1976 - Jessica Capshaw, attrice statunitense
- 1976 - Joe Franchino, ex calciatore statunitense
- 1976 - Nawaf al-Hazmi, terrorista saudita († 2001)
- 1976 - Vincenzo Iacopino, dirigente sportivo e ex calciatore italiano
- 1976 - Rhona Mitra, attrice, modella e cantante britannica
- 1976 - Bekithemba Ndlovu, ex calciatore zimbabwese
- 1976 - Jelena Tanasković, politica serba
- 1976 - Audrey Tautou, attrice e modella francese
- 1976 - Rogier Wassen, ex tennista olandese
- 1977 - Denis Chen, ex calciatore guatemalteco
- 1977 - Alessio Di Mauro, ex tennista italiano
- 1977 - Ravshan Ermatov, ex arbitro di calcio uzbeko
- 1977 - Nasser Haif, ex cestista francese
- 1977 - Chamique Holdsclaw, ex cestista statunitense
- 1977 - Noizi Itō, fumettista, autrice di videogiochi e illustratrice giapponese
- 1977 - Lionel Pizzinat, ex calciatore svizzero
- 1977 - Doris Preindl, ex slittinista italiana
- 1977 - Julio Pablo Rodríguez, ex calciatore uruguaiano
- 1977 - Mikaël Silvestre, dirigente sportivo, procuratore sportivo e ex calciatore francese
- 1977 - Ime Udoka, allenatore di pallacanestro e ex cestista statunitense
- 1978 - Adrian Ciantar, ex calciatore maltese
- 1978 - Daniela Denby-Ashe, attrice inglese
- 1978 - Johan Fano, ex calciatore peruviano
- 1978 - Toni Kallio, ex calciatore finlandese
- 1978 - Senan Kara, attrice turca
- 1978 - Le Maosheng, ex sollevatore cinese
- 1978 - Carrie Lorraine, attrice statunitense
- 1978 - G.G. Satō, ex giocatore di baseball giapponese
- 1978 - Wesley Sonck, allenatore di calcio e ex calciatore belga
- 1978 - Vančo Trajanov, ex calciatore macedone
- 1979 - Ionut Avram, ex arbitro di calcio rumeno
- 1979 - Pablo Couñago, ex calciatore spagnolo
- 1979 - Paulin Dhëmbi, ex calciatore albanese
- 1979 - David Ferreira, ex calciatore colombiano
- 1979 - José Antonio Guerra, tuffatore cubano
- 1979 - Tore Ruud Hofstad, ex fondista norvegese
- 1979 - Kliff Kingsbury, ex giocatore di football americano e allenatore di football americano statunitense
- 1979 - Helge Payer, ex calciatore e commentatore televisivo austriaco
- 1979 - Ronnie Quintarelli, pilota automobilistico italiano
- 1979 - Anastasios Sidīropoulos, arbitro di calcio greco
- 1979 - Tony Stewart, ex giocatore di football americano tedesco
- 1979 - Salim Tuama, ex calciatore israeliano
- 1979 - Anna Zaporožanova, allenatrice di tennis e ex tennista ucraina
- 1980 - Texas Battle, attore statunitense
- 1980 - Marco Bonfanti, regista, sceneggiatore e scrittore italiano
- 1980 - Nuria Cabanillas, ex ginnasta spagnola
- 1980 - Oumou Dia, ex cestista senegalese
- 1980 - Benjamin Gavanon, ex calciatore francese
- 1980 - Frank Löffler, ex saltatore con gli sci tedesco
- 1980 - Manuele Mori, dirigente sportivo e ex ciclista su strada italiano
- 1980 - Aleksander Polaczek, ex hockeista su ghiaccio e hockeista in-line tedesco
- 1980 - Alek'sandr T'adewosyan, ex calciatore armeno
- 1981 - Davide Ferrario, cantante, musicista e produttore discografico italiano
- 1981 - Jarvis Hayes, ex cestista statunitense
- 1981 - Juli, ex calciatore spagnolo
- 1981 - Azar Karadas, allenatore di calcio e ex calciatore norvegese
- 1981 - Li Jiawei, tennistavolista singaporiana
- 1981 - Roland Linz, ex calciatore austriaco
- 1981 - Brice Martinet, modello, personaggio televisivo e attore francese
- 1981 - Andréanne Morin, canottiera canadese
- 1981 - Katsuyuki Nakasuga, pilota motociclistico giapponese
- 1981 - Mathieu Raynal, arbitro di rugby a 15 francese
- 1981 - Asim Škaljić, ex calciatore bosniaco
- 1982 - Joel Anthony, ex cestista canadese
- 1982 - Andre Collins, ex cestista statunitense
- 1982 - Tyson Gay, velocista statunitense
- 1982 - Kate Siegel, attrice e sceneggiatrice statunitense
- 1982 - Takuto Hayashi, allenatore di calcio e ex calciatore giapponese
- 1982 - Daniel Henshall, attore australiano
- 1982 - Robert Häggblom, ex pesista finlandese
- 1982 - Vüsal Hüseynov, ex calciatore azero
- 1982 - Andrea Iaia, attore italiano
- 1982 - Stephen Chemlany, ex maratoneta keniota
- 1982 - Lee Young-eun, attrice sudcoreana
- 1982 - Jes Macallan, attrice e modella statunitense
- 1982 - Nando Matola, calciatore mozambicano († 2007)
- 1982 - Jason McGuinness, ex calciatore irlandese
- 1982 - Lilit Mkrtchian, scacchista armena
- 1982 - Bayron Piedra, mezzofondista e maratoneta ecuadoriano
- 1982 - Anthony Raneri, cantante, chitarrista e produttore discografico statunitense
- 1982 - Ekaterina Samucevič, cantante e attivista russa
- 1982 - Andrea Scotti Galletta, allenatore di pallanuoto e ex pallanuotista italiano
- 1982 - David Simon, cestista statunitense
- 1982 - Kanstancin Siŭcoŭ, ex ciclista su strada bielorusso
- 1982 - Benedict Vilakazi, ex calciatore sudafricano
- 1983 - Marcel Aarts, ex cestista olandese
- 1983 - Drew Butera, ex giocatore di baseball statunitense
- 1983 - Thierry Deleruyelle, compositore, direttore d'orchestra e percussionista francese
- 1983 - Danilo Dell'Omo, pilota motociclistico italiano
- 1983 - Sarah Elizabeth, modella statunitense
- 1983 - Shyra Ely, ex cestista statunitense
- 1983 - Gary Ervin, ex cestista statunitense
- 1983 - Ashley Johnson, attrice e doppiatrice statunitense
- 1983 - Evgenija Lamonova, schermitrice russa
- 1983 - Zacke, rapper svedese
- 1983 - Dan Levy, attore, produttore televisivo e sceneggiatore canadese
- 1983 - Alhambra Nievas, rugbista a 15, arbitro di rugby a 15 e ingegnere spagnola
- 1983 - Christian Vargas, calciatore boliviano
- 1983 - Andrew Weber, ex calciatore statunitense
- 1984 - Daisuke Aoki, giocatore di football americano giapponese
- 1984 - Takaharu Furukawa, arciere giapponese
- 1984 - Paul Gallagher, ex calciatore scozzese
- 1984 - Richard Henshall, chitarrista, tastierista e cantante britannico
- 1984 - William Jidayi, ex calciatore italiano
- 1984 - Abraham Kiplagat, ex mezzofondista keniota
- 1984 - Diego Matheuz, direttore d'orchestra e violinista venezuelano
- 1984 - Matt Moore, giocatore di football americano statunitense
- 1984 - Pierre Perrier, attore francese
- 1984 - Alena Procházková, fondista slovacca
- 1984 - Orlando Rodríguez, ex calciatore panamense
- 1984 - Gaizka Toquero, ex calciatore spagnolo
- 1985 - Kristoffer Borgli, regista, sceneggiatore e montatore norvegese
- 1985 - Kim Brennan, canottiera australiana
- 1985 - Cléo, ex calciatore brasiliano
- 1985 - Daniel Ellensohn, ex calciatore neozelandese
- 1985 - Filipe Luís Kasmirski, allenatore di calcio e ex calciatore brasiliano
- 1985 - Luca Filippi, pilota automobilistico italiano
- 1985 - Max Günthör, ex pallavolista tedesco
- 1985 - Anna Kendrick, attrice, regista e cantante statunitense
- 1985 - Kristel Köbrich, nuotatrice cilena
- 1985 - Dennis Marshall, calciatore costaricano († 2011)
- 1985 - Hayley Peirsol, nuotatrice statunitense
- 1985 - Vivek Ramaswamy, imprenditore e giornalista statunitense
- 1985 - Stiven Rivić, ex calciatore croato
- 1985 - JaMarcus Russell, ex giocatore di football americano statunitense
- 1985 - Marcelo Valle Silveira Mello, hacker brasiliano
- 1986 - Romain Brégerie, ex calciatore francese
- 1986 - José Manuel Casado, ex calciatore spagnolo
- 1986 - Anicet Eyenga, ex calciatore camerunese
- 1986 - Nicolas Farina, ex calciatore francese
- 1986 - Alejandro Faurlín, ex calciatore argentino
- 1986 - Dennis Grote, calciatore tedesco
- 1986 - Robert Kišerlovski, ex ciclista su strada croato
- 1986 - Rafaela Zanella, modella brasiliana
- 1986 - Miguel Pitta, calciatore britannico
- 1986 - Tii-Maria Romar, ex sciatrice alpina finlandese
- 1986 - Telle Smith, cantante, musicista e cantautore statunitense
- 1986 - Rade Veljović, ex calciatore serbo
- 1986 - Bartłomiej Wołoszyn, cestista polacco
- 1986 - Taner Ölmez, attore e musicista turco
- 1987 - Marek Niit, velocista estone
- 1987 - Eduard Prades, ciclista su strada spagnolo
- 1988 - Stefania Boffa, ex tennista svizzera
- 1988 - Mijuško Bojović, calciatore montenegrino
- 1988 - Anthony Castonzo, ex giocatore di football americano statunitense
- 1988 - Thomas Erlacher, ex hockeista su ghiaccio italiano
- 1988 - Pablo Hasél, rapper, scrittore e poeta spagnolo
- 1988 - Július Hudáček, hockeista su ghiaccio slovacco
- 1988 - Vasilīs Koutsianikoulīs, ex calciatore greco
- 1988 - Antonio Marino, calciatore italiano
- 1988 - Mattia Parlangeli, giocatore di football americano italiano
- 1988 - Rafael Ramazotti, calciatore brasiliano
- 1988 - Paddy Ryan, rugbista a 15 australiano
- 1988 - Michael Smith, giocatore di football americano statunitense
- 1988 - Willian, calciatore brasiliano
- 1988 - Nozomi Yamamoto, doppiatrice giapponese
- 1988 - Jan Čermák, ex sciatore alpino ceco
- 1989 - Jefferson Alexandre, giocatore di football americano francese
- 1989 - Hansell Arauz, calciatore costaricano
- 1989 - Josué Balamandji, calciatore centrafricano
- 1989 - Alexander Gassner, skeletonista tedesco
- 1989 - Samme Givens, cestista statunitense
- 1989 - Jason Heyward, giocatore di baseball statunitense
- 1989 - Andrea Iannone, pilota motociclistico italiano
- 1989 - Calvin Mac-Intosch, calciatore olandese
- 1989 - Guido Marilungo, ex calciatore italiano
- 1989 - Tainy, produttore discografico portoricano
- 1989 - Stefano Okaka, calciatore italiano
- 1989 - Stefania Okaka, ex pallavolista italiana
- 1989 - Lourenço Ortigão, attore e modello portoghese
- 1989 - Niles Paul, ex giocatore di football americano statunitense
- 1989 - Paige Spara, attrice statunitense
- 1989 - Caleb Sturgis, giocatore di football americano statunitense
- 1989 - Brenton Thwaites, attore australiano
- 1989 - Jessica Walker, pallavolista statunitense
- 1990 - Ahmed Soufiane, calciatore qatariota
- 1990 - Eugenio Alafaci, ex ciclista su strada e pistard italiano
- 1990 - Mike Bruesewitz, cestista statunitense
- 1990 - Caio Canedo Corrêa, calciatore brasiliano
- 1990 - Moisés Dallazen, ex calciatore brasiliano
- 1990 - İshak Doğan, calciatore tedesco
- 1990 - Grant Gilchrist, rugbista a 15 britannico
- 1990 - Sasha Goodlett, cestista statunitense
- 1990 - Adelaide Kane, attrice australiana
- 1990 - Jan Lecjaks, calciatore ceco
- 1990 - Shemel Louison, calciatore grenadino
- 1990 - Sarah McBride, attivista e politica statunitense
- 1990 - Stuart McInally, rugbista a 15 britannico
- 1990 - Jorge Mencía, pallavolista cubano
- 1990 - Ksenija Mileŭskaja, tennista bielorussa
- 1990 - Michael O'Keeffe, calciatore neozelandese
- 1990 - Lucien Owona, calciatore camerunese
- 1990 - Quinton Patton, ex giocatore di football americano statunitense
- 1990 - Rasheem Richards, ex cestista americo-verginiano
- 1990 - Brice Roger, ex sciatore alpino francese
- 1990 - Bill Skarsgård, attore svedese
- 1990 - Song Nan, ex pattinatore artistico su ghiaccio cinese
- 1990 - Ashat Taǵybergen, calciatore kazako
- 1990 - Tony Taylor, cestista statunitense
- 1990 - Emily Tennant, attrice canadese
- 1990 - Sebastián Ubilla, calciatore cileno
- 1991 - Furkan Aldemir, ex cestista turco
- 1991 - Dri Archer, giocatore di football americano statunitense
- 1991 - Sander Arends, tennista olandese
- 1991 - Alexa Bliss, wrestler statunitense
- 1991 - Karel Hník, ex ciclista su strada e ciclocrossista ceco
- 1991 - Heize, cantautrice sudcoreana
- 1991 - Michail Kostjukov, calciatore russo
- 1991 - Li Jing, pallavolista cinese
- 1991 - Karam Mashour, cestista israeliano
- 1991 - Nick McCrory, tuffatore statunitense
- 1991 - Nick Millington, ex calciatore statunitense
- 1991 - Hansika Motwani, attrice indiana
- 1991 - Ashlei Sharpe Chestnut, attrice statunitense
- 1991 - Candela Vetrano, modella e attrice argentina
- 1992 - Davide Adorni, calciatore italiano
- 1992 - Sandra Aguilar, ginnasta spagnola
- 1992 - Sofiane Bendebka, calciatore algerino
- 1992 - Michael Boroš, ciclocrossista e ciclista su strada ceco
- 1992 - Andrei Ciolacu, calciatore rumeno
- 1992 - Mike Cobbins, cestista statunitense
- 1992 - Patrick Day, pugile statunitense († 2019)
- 1992 - Ðorđe Drenovac, cestista serbo
- 1992 - Burkely Duffield, attore canadese
- 1992 - Seantavius Jones, giocatore di football americano statunitense
- 1992 - Evgenij Kobzar', calciatore russo
- 1992 - Dario Koludrović, cestista svizzero († 2012)
- 1992 - Morte di Kris Kremers e Lisanne Froon, olandese († 2014)
- 1992 - Gabriela Matoušková, calciatrice ceca
- 1992 - Guillermo Luis Ortiz, calciatore argentino
- 1992 - Cătălin Petrișor, cestista rumeno
- 1992 - Alena Rojas, pallavolista cubana
- 1992 - Ben Wilson, calciatore inglese
- 1992 - Anthony Zettel, giocatore di football americano statunitense
- 1992 - Leonard Žuta, calciatore svedese
- 1993 - Nabil Aankour, calciatore marocchino
- 1993 - Egor Baburin, calciatore russo
- 1993 - Ezequiel Bonacorso, calciatore argentino
- 1993 - Oualid El Hasni, calciatore francese
- 1993 - Rydel Lynch, cantante, musicista e youtuber statunitense
- 1993 - Alexa Grasso, artista marziale mista messicana
- 1993 - Kenneth Houdret, calciatore belga
- 1993 - Vitalij Kaliničenko, saltatore con gli sci e ex combinatista nordico ucraino
- 1993 - Dipa Karmakar, ginnasta indiana
- 1993 - Pritam Kotal, calciatore indiano
- 1993 - Aslan Lappinagov, judoka russo
- 1993 - Jordan Lefort, calciatore francese
- 1993 - Madison Mahaffey, ex pallavolista statunitense
- 1993 - Elvis Manu, calciatore olandese
- 1993 - Pavle Reljić, cestista serbo
- 1993 - Juan Carlos Ribas, pallavolista e giocatore di beach volley portoricano
- 1993 - Panagiōtīs Samilidīs, nuotatore greco
- 1993 - Sampa the Great, rapper e cantautrice zambiana
- 1994 - King Von, rapper e criminale statunitense († 2020)
- 1994 - Alexander Djiku, calciatore ghanese
- 1994 - Jonathan Espericueta, ex calciatore messicano
- 1994 - Ryan Kitto, calciatore australiano
- 1994 - Michał Kędzierski, pallavolista polacco
- 1994 - Forrest Landis, attore statunitense
- 1994 - Murat Paluli, calciatore turco
- 1994 - Ioannis Pilavakis, taekwondoka cipriota
- 1994 - Evangelia Plataniōtī, nuotatrice artistica greca
- 1994 - Duke Riley, giocatore di football americano statunitense
- 1994 - Vincent Vermeij, calciatore olandese
- 1994 - Jamie Weisner, ex cestista statunitense
- 1994 - Lorenzo Zazzeri, nuotatore italiano
- 1995 - Eli Apple, giocatore di football americano statunitense
- 1995 - Lucas Cháves, calciatore argentino
- 1995 - Arnaud Cotture, cestista svizzero
- 1995 - Erik Granat, calciatore svedese
- 1995 - Dylan Hoogerwerf, pattinatore di short track olandese
- 1995 - Lee Moore, cestista statunitense
- 1995 - Tyler Nelson, cestista statunitense
- 1995 - Justice Smith, attore statunitense
- 1995 - Luca-Milan Zander, calciatore tedesco
- 1996 - Céline Buckens, attrice belga
- 1996 - Luis Cañate, calciatore panamense
- 1996 - Ahmet Engin, calciatore tedesco
- 1996 - Matthew J. Evans, attore, regista e produttore cinematografico statunitense
- 1996 - Maëlle Garbino, calciatrice francese
- 1996 - Simone Giannelli, pallavolista italiano
- 1996 - Colton McKivitz, giocatore di football americano statunitense
- 1996 - Alessandro Murgia, calciatore italiano
- 1996 - Matías Noble, calciatore argentino
- 1996 - Dries Saddiki, calciatore marocchino
- 1996 - Khalen Saunders, giocatore di football americano statunitense
- 1996 - Paulo Scanlan, calciatore samoano
- 1996 - Patrick Shih, attore e modello taiwanese
- 1996 - Thomas Stanley, attore statunitense
- 1997 - Hifumi Abe, judoka giapponese
- 1997 - Leon Bailey, calciatore giamaicano
- 1997 - Sergio Córdova, calciatore venezuelano
- 1997 - Bohdan Cymbal, biatleta ucraino
- 1997 - Ulysees Gilbert, giocatore di football americano statunitense
- 1997 - Yara Kastelijn, ciclocrossista e ciclista su strada olandese
- 1997 - Rikke Marie Madsen, calciatrice danese
- 1997 - Cristian Manea, calciatore rumeno
- 1997 - Tredici Pietro, rapper e cantante italiano
- 1997 - Yadiel Nadal, pallavolista portoricano
- 1997 - Filip Platter, ex sciatore alpino svedese
- 1997 - Tamara Salazar, sollevatrice ecuadoriana
- 1997 - Luisa Stefani, tennista brasiliana
- 1997 - Gabriel Suazo, calciatore cileno
- 1997 - Natalliah Whyte, velocista giamaicana
- 1998 - Ahmed Al-Sarori, calciatore yemenita
- 1998 - Giorgio Altare, calciatore italiano
- 1998 - Enzo Coacci, calciatore argentino
- 1998 - Zelim Kotsoiev, judoka ucraino
- 1998 - Tereza Neumanová, ciclista su strada e pistard ceca
- 1998 - Elizaveta Ovčinnikova, nuotatrice artistica russa
- 1998 - Melvin Raffin, triplista francese
- 1998 - Panagiōtīs Retsos, calciatore greco
- 1998 - James Robinson, giocatore di football americano statunitense
- 1998 - Irv Smith Jr., giocatore di football americano statunitense
- 1999 - Agustín Cayetano, calciatore uruguaiano
- 1999 - Juan Manuel Correa, pilota automobilistico statunitense
- 1999 - David DeJulius, cestista statunitense
- 1999 - Izabela Nicoletti Leite, cestista brasiliana
- 1999 - César Menacho, calciatore boliviano
- 1999 - Robert Mircea, bobbista e sollevatore rumeno
- 1999 - Dominik Pleštil, calciatore ceco
- 1999 - Alexsandro Ribeiro, calciatore brasiliano
- 1999 - Deniss Vasiļjevs, pattinatore artistico su ghiaccio lettone
- 2000 - Rodrigo Nestor, calciatore brasiliano
- 2000 - Mario Alberto Bertolaso, atleta paralimpico italiano
- 2000 - Buffy Chen, attrice taiwanese
- 2000 - Yadaly Diaby, calciatore francese
- 2000 - Kessler Edwards, cestista statunitense
- 2000 - Marta García, pilota automobilistica spagnola
- 2000 - Christian Gomis, calciatore senegalese
- 2000 - Aidan Hutchinson, giocatore di football americano statunitense
- 2000 - Kim Geon-hee, pattinatrice di short track sudcoreana
- 2000 - Kim Hyang-gi, attrice sudcoreana
- 2000 - Yoan Makoundou, cestista francese
- 2000 - Klíver Moreno, calciatore colombiano
- 2000 - Arlo Parks, cantautrice britannica
- 2000 - Artur Remenjak, calciatore ucraino
- 2000 - Lion Schuster, calciatore austriaco
- 2000 - Djed Spence, calciatore inglese
- 2000 - Erica Sullivan, nuotatrice statunitense

## XXI secolo(21)
- 2001 - Jerneja Brecl, saltatrice con gli sci slovena
- 2001 - Juri Gatt, slittinista austriaco
- 2001 - Alina Harnas'ko, ginnasta bielorussa
- 2001 - Arinaldo Rrapaj, calciatore albanese
- 2001 - Pavel Samusenko, nuotatore russo
- 2001 - Isaiah Spiller, giocatore di football americano statunitense
- 2002 - Owen Beck, calciatore gallese
- 2002 - Jaden Montnor, calciatore surinamese
- 2002 - Robin Østrøm, calciatore norvegese
- 2002 - Malik Pinto, calciatore statunitense
- 2002 - Kendahl Roufa, sciatrice alpina statunitense
- 2002 - Carl Fred Sainté, calciatore haitiano
- 2003 - Théo Magnin, calciatore svizzero
- 2004 - Georgij Arutjunjan, calciatore russo
- 2004 - Diana Bajeva, ginnasta ucraina
- 2004 - Josephine Di Fine, cestista italiana
- 2004 - Alex Freeman, calciatore statunitense
- 2004 - Leonel Pérez, calciatore argentino
- 2004 - Idan Gorno, calciatore israeliano
- 2004 - Eguinaldo, calciatore brasiliano
- 2005 - Victoria Jiménez Kasintseva, tennista andorrana

## Senza anno specificato(1)
- Charles Farrell, attore, imprenditore e politico statunitense († 1990)